# ادمونیا لوئیس
مری ادمونیا لوئیس (به انگلیسی: Mary Edmonia Lewis) (زاده ۴ ژوئیه ۱۸۴۴–۱۷ سپتامبر ۱۹۰۷) یک پیکرتراش آمریکایی است که بیشتر دوران کاری خود را در شهر رم ایتالیا سپری کرد. او نخستین زن سیاه‌پوست آمریکایی با ریشه‌های سرخ‌پوستی است که موفق شده به آوازه بین‌المللی برسد و در جهان هنرهای زیبا به رسمیت شناخته شود.
کارهای او با آمیختن دستمایه‌هایی در پیوند سیاهان و بومیان آمریکا با شیوه نئوکلاسیک پیکرتراشی شناخته شده است. او در دوره‌ای مملو از بحران‌های جنگهای داخلی آمریکا و در پایان سده نوزدهم پدیدار شد. ادمونیا لوئیس تنها زن سیاهپوستی بود که یک مدرک دانشگاهی معتبر از جریان اصلی هنر آمریکایی دریافت کرد.

## نگارخانه

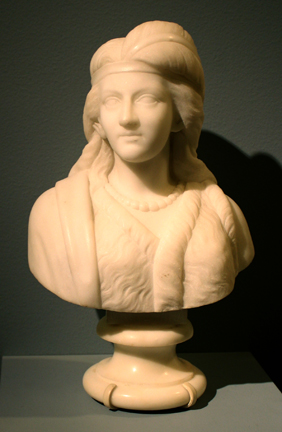
تندیس مرمرین مینه‌هاها
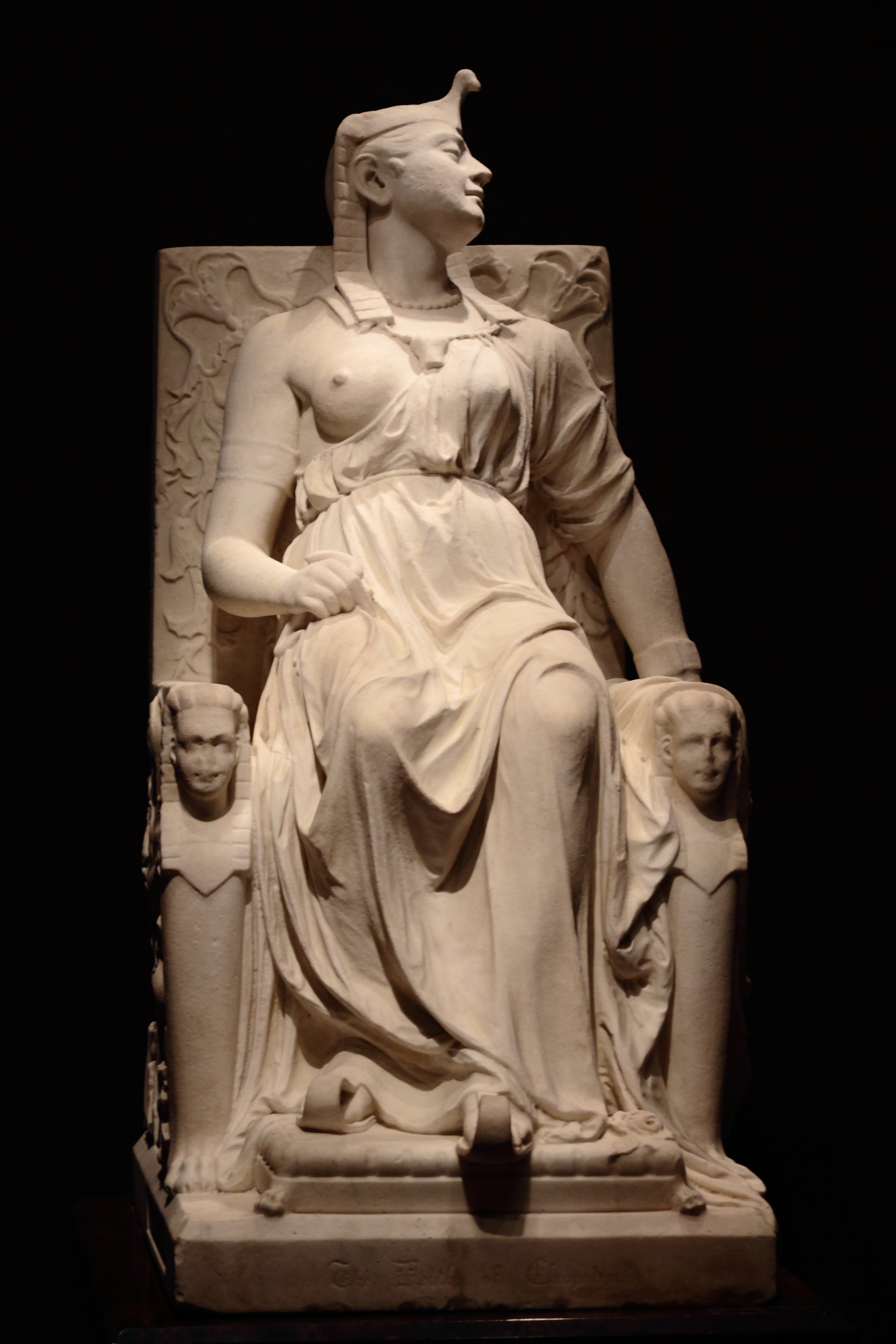
مرگ کلئوپاترا
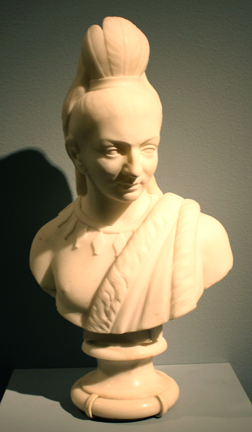
تندیس مرمرین هیواثا در موزه نیوآرک
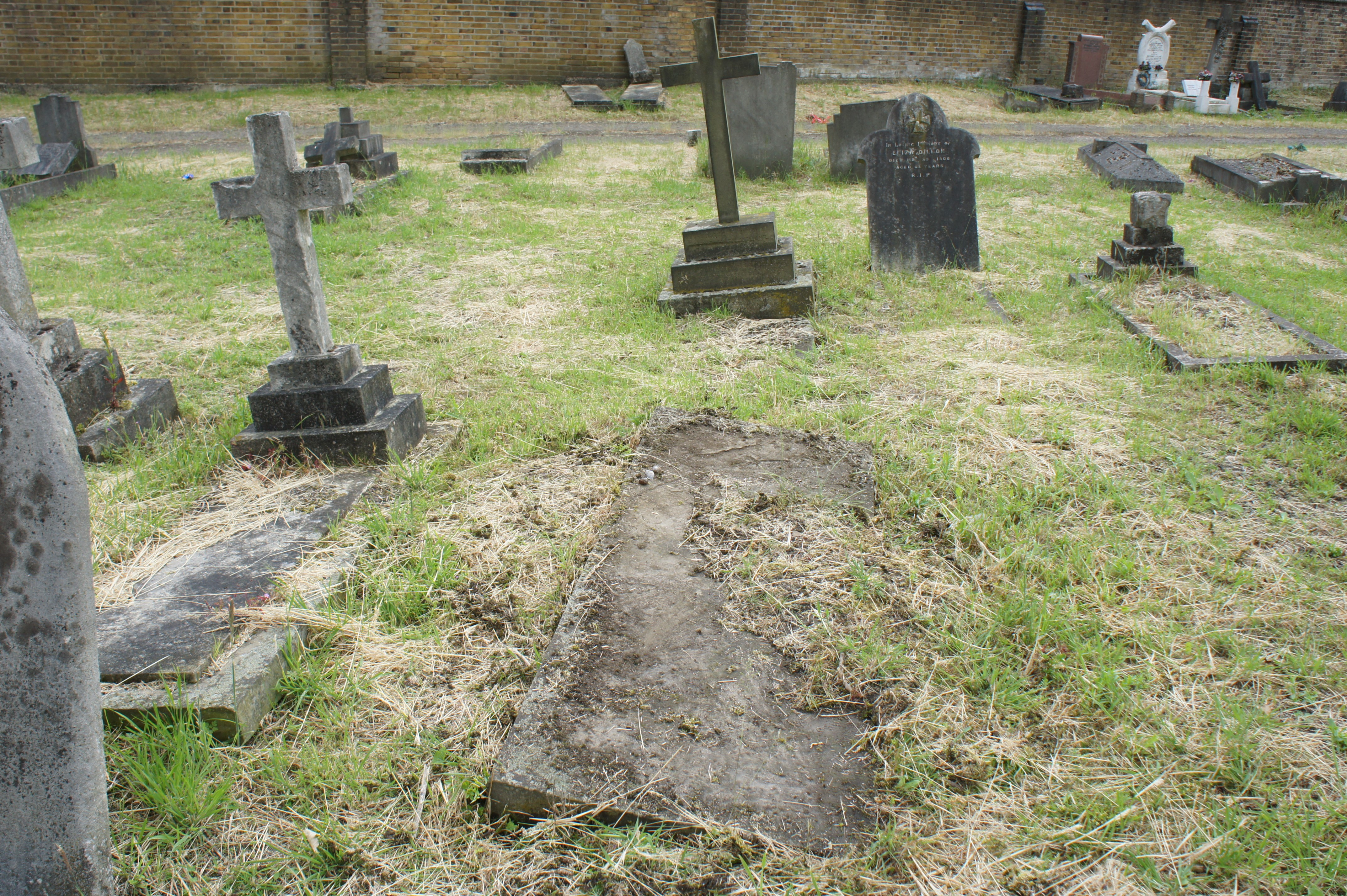
گور ادمونیا لوئیس